# راينر فيست
راينر فيست (بالألمانية: Rainer Feist)‏ هو عسكري ألماني، ولد في 12 أبريل 1945 في كوكسهافن في ألمانيا، وتوفي في 19 مايو 2007 في Timmendorfer Strand ‏ في ألمانيا بسبب سرطان.